# Anacamptodes defectaria
Anacamptodes defectaria là một loài bướm đêm thuộc họ Geometridae. Nó được tìm thấy ở Pennsylvania, phía tây đến Iowa và Kansas, phía nam đến Texas, và phía nam và phía đông đến Florida.
Sải cánh dài khoảng 30 mm. Con trưởng thành bay từ tháng 2 đến tháng 11 tùy theo địa điểm.
The larvae feed on cây sồi, cây bạch dương, sweet cherry và cây liễu.